# Agathon Lepève
Agathon Lepève (ur. 15 listopada 1920 w Beaufort-en-Vallée, zm. 24 września 2006 w Poitiers) – francuski lekkoatleta, sprinter, wicemistrz Europy z 1946.
Zdobył srebrny medal w sztafecie 4 × 100 metrów na mistrzostwach Europy w 1946 w Oslo. Sztafeta francuska biegła w składzie: Lepève, Julien Lebas, Pierre Gonon i René Valmy. Lepève startował na tych mistrzostwach także w biegu na 200 metrów, ale odpadł w półfinale.
Był wicemistrzem Francji w biegu na 100 metrów i biegu na 200 metrów w 1943.
Ustanowił rekord Francji w sztafecie 4 × 200 metrów czasem 1:29,1 w 1946.
Rekordy życiowe:
- bieg na 100 metrów – 10,8 s (1943)
- bieg na 200 metrów – 22,1 s (1943)
- bieg na 400 metrów – 49,3 s (1946)